# 阳原县
40°06′48.43″N 114°09′42.84″E / 40.1134528°N 114.1619000°E
阳原县是中华人民共和国河北省张家口市下辖的一个县。阳原县在河北省张家口市西南部，桑干河流域，邻接山西省。大秦铁路经过境内。汉朝设置阳原县，清朝康熙年间改为西宁县，1914年复改阳原县。縣人民政府駐西城鎮。
农产品有谷子、玉米、高粱、马铃薯等。畜产以驴、骡著名。矿产有煤、磷等。工业有采矿、机械、化学、皮革等。
名胜古迹有澡洗塘温泉、珍珠泉、鹫峰寺等，泥河湾遗址群也在该县境内。

## 历史
清朝康熙三十二年（1693年），置西宁县，属直隶省宣化府。民国二年（1913年），改为阳原县，属直隶省口北道，后属察哈尔省、河北省。

## 人口
根據第七次人口普查數據，截至2020年11月1日零時，陽原縣常住人口為205773人。

## 气候
属寒温带大陆性季风气候，年均气温7.5℃。

## 行政区划
阳原县下辖5个镇、9个乡：
西城镇、东城镇、化稍营镇、揣骨疃镇、东井集镇、要家庄乡、东坊城堡乡、井儿沟乡、三马坊乡、高墙乡、大田洼乡、辛堡乡、马圈堡乡和浮图讲乡。

## 交通
- 109国道过境。